# Associação dos Economiários de Brasília Futebol Clube
Associação dos Economiários de Brasília Futebol Clube, também conhecido como Economiários Futebol Clube ou pelo acrônimo A.E.B., foi uma agremiação esportiva brasileira, sediada em Brasília, no Distrito Federal.[carece de fontes?] O clube era de propriedade da Associação dos Economiários de Brasília (AEB), vinculada a Caixa Econômica Federal.

## História
O clube disputava o Departamento Autônomo da Federação Desportiva de Brasília. Disputou também o Torneio Mané Garrincha de 1983.

## Estatísticas

### Participações
| Competição                | Competição            | Temporadas | Melhor campanha       | Estreia | Última | P | R |
| Distrito Federal (Brasil) | Departamento Autônomo | 1          | Terceiro Lugar (1966) | 1966    | 1966   | – | – |